# عرضه خصوصی
عرضه خصوصی  (به انگلیسی: Private placement) یا عرضه غیرعمومی به عرضه محدود اوراق بهادار اطلاق می‌گردد، که در آن، اوراق مزبور اغلب از طریق گروهی از بانک‌های فروشنده، به برخی نهادهای سرمایه‌گذاری منتخب عرضه می‌شود. 
عرضه خصوصی می‌تواند جهت انتشار اوراق بهادار، در چارچوب مقررات یک بورس اوراق بهادار مورد استفاده قرار گیرد. عرضه خصوصی اغلب ارزان‌تر از عرضه عمومی بوده و در مقام مقایسه، نیاز به مستندات کمتری دارد. برای نمونه در بازار اوراق قرضه یورو، تمامی اوراق قرضه منتشر شده از طریق عرضه خصوصی به‌فروش می‌رسند.
عرضه اولیهٔ سهام که به اختصار با IPO نشان داده می‌شود، عبارتست از اولین فروش سهام توسط یک شرکت سهامی خاص که طی آن به یک شرکت سهامی عام تبدیل می‌شود. در مجموع اوراق بهادار جدید منتشر شده یک شرکت از دو طریق قابل عرضه به سرمایه‌گذاران (خریداران) می‌باشد، که عبارتند از: عرضه عمومی و عرضه خصوصی.
عرضه عمومی به فرآیند عرضه اوراق بهادار یک شرکت به مجموعه‌ای از سرمایه‌گذاران اطلاق می‌گردد، که از طریق بورس اوراق بهادار عرضه می‌شود. برای ناشران مزیت عمده عرضه عمومی سهام، قابلیت فروش این اوراق به یک بازار هدف بزرگ و امکان تأمین منابع مالی، به میزان قابل توجه است. فروش اولیه سهام گونه‌ای عرضه عمومی می‌باشد.